# Драгомиров Михайло Іванович
Драгоми́ров Миха́йло Іва́нович  (рос. Драгоми́ров Михаи́л Ива́нович; 8 (20) листопада 1830, поблизу Конотопа, Чернігівська губернія, Російська імперія — 15 (28) жовтня 1905, Конотоп) — військовий і державний діяч Російської імперії українського походження, генерал-ад'ютант, генерал від інфантерії (30 серпня 1891). Кавалер Ордена святого апостола Андрія Первозванного (6 грудня 1901). Військовий письменник, професор тактики та військової історії Академії Генерального штабу.
Під час російсько-турецької війни 1877—1878 років, у серпні 1877 року Михайло Драгомиров першим перейшов Дунай з 14-ю дивізією й забезпечив розгортання російських військ на зайнятому плацдармі. Був важко поранений на Шипкинському перевалі. В 1878 році — начальник Академії Генерального штабу, в 1889 році — командуючий військами Київського округу, в 1898—1903 роках — Київський, Подільський і Волинський генерал-губернатор. На цій посаді активно сприяв розвиткові просвіти й культури в Україні.
Серед окремо виданих творів Михайла Драгомирова найвідомішими є: «Очерки австро-прусской войны 1866 г.», курси тактики (1872), «Опыт руководства для подготовки частей к бою» (1885/86) і «Солдатская памятка» (1890). Багато статей Драгомирова друкувалося в часописах («Военный Сборник», «Русский Инвалид», «Артиллерийский Журнал»). Його праці надали помітний вплив на творчість Бутовського Миколи Дмитровича.

## Життєпис
Народився 9 листопада 1830 в родовому хуторі поблизу Конотопа (нині районний центр Сумської області).
Відомостей про його родовід збереглося дуже мало. Відомо, зокрема, що його прадід, поляк Антон Драгомирецький жив у містечку Єзупіль у Галичині, яка була тоді під владою Польщі. У 1734 переїхав на Лівобережну Україну. А через 5 років одружився з дочкою українського козака Матвія Моцкевича й оселився в селі Рябці, що адміністративно входило до Стародубського полку.
Дід Михайла Драгомирова, Іван Антонович, рано залишившись без батька, виховувався в сім'ї козака Моцкевича, діда по матері. 1761 року він під прізвищем Моцкевич вступив на військову службу до війська Московської держави, за 15 років вийшовши у відставку в званні капітана. Одружившись з Оленою Яківною Троцькою, він оселився в маєтку своєї дружини під Конотопом, на Сарнавському хуторі. У 1786 його, як капітана, під прізвищем Драгомирецький-Моцкевич було зараховано до дворянства. Через два роки він звернувся до Новгород-Сіверського депутатського зібрання з проханням змінити своє прізвище на зросійщене Драгомиров.
Батько Михайла Драгомирова, Іван Іванович Драгомиров, у  1804 розпочав військову службу в кавалерії, в 1825 у чині майора пішов у відставку і повернувся до батьківського хутора «Драгомирівський». Гостюючи у дрібного поміщика Романа Балюри, закохався в його доньку Ганну, з якою 1829 року взяв шлюб.
Тут, на хуторі «Драгомирівський» власне і народився Михайло Драгомиров та провів свої дитячі роки (його мати — Ганна Романівна Балюра). Фактично військове минуле пращурів Михайла Драгомирова визначило його життєву стезю. Початкову освіту здобув у Конотопському повітовому училищі. 

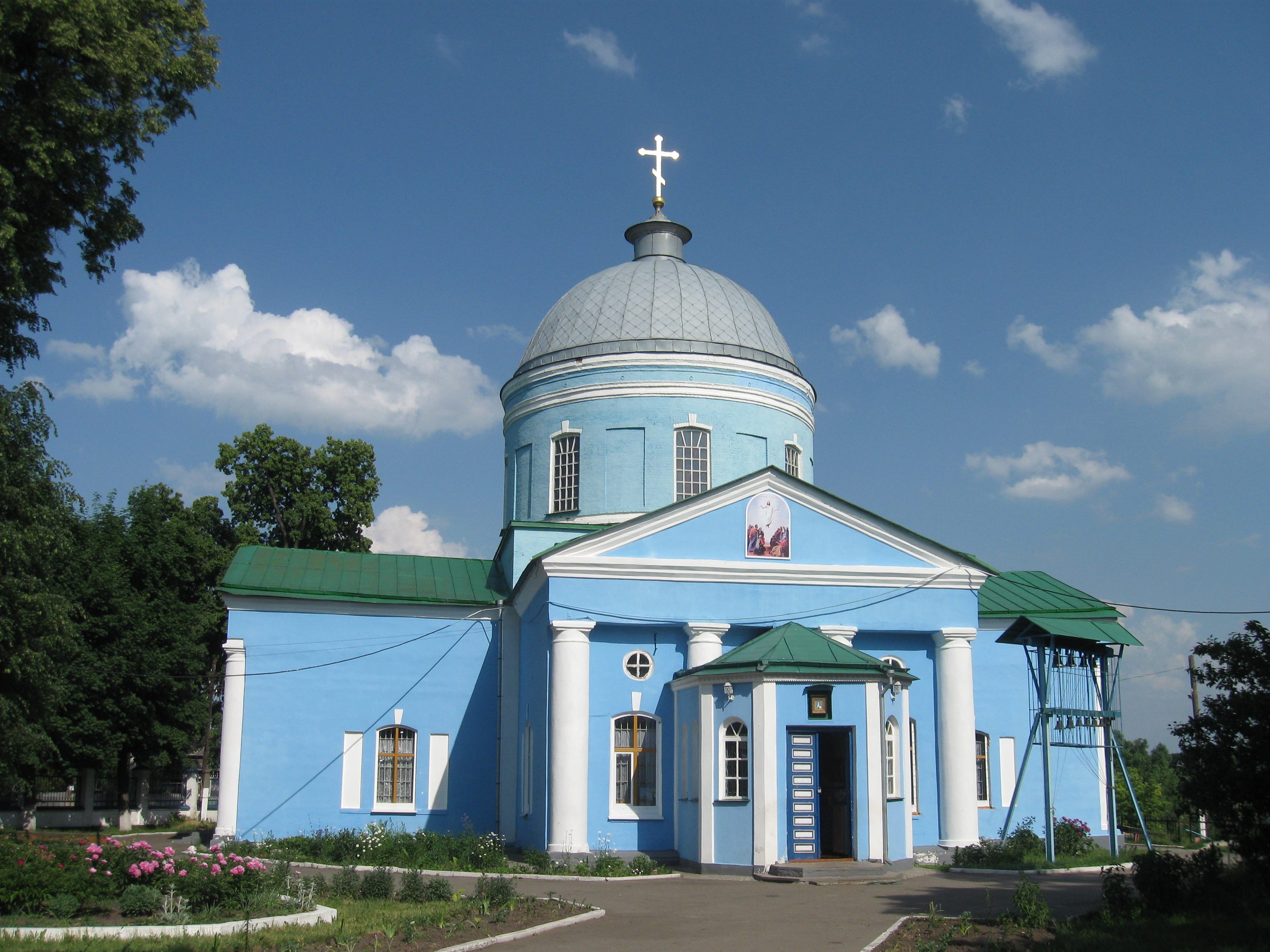
Вознесенська церква в м. Конотоп збудована батьком Драгомирова М.І. в 1824-1846 роках.

Після закінчення училища в 1846 батько повіз Михайла до Петербурга. Після клопотання його зарахували до Дворянського полку. З цього часу і розпочинається військова служба. Його ім’я як одного з кращих випускників викарбуване на мармуровій дошці закладу. Отримує звання фельдфебеля, в 1849 був прийнятий прапорщиком до лейб-гвардії Семенівського полку.
Після Дворянського полку отримав вишкіл протягом 1854–1856 років у Миколаївській військовій академії Генерального штабу в Петербурзі, яку він закінчив із золотою медаллю та званням штабс-капітана. У 1856 році у «Військовому журналі» було опубліковано його дисертаційний твір «Про висадки в давні та новітні часи». 
У 1858 році військове міністерство спрямувало Драгомирова на один рік за кордон для вдосконалення військових знань та збирання відомостей про організацію іноземних армій. У Франції він слухає лекції в училищі Генерального штабу, вивчає військову справу у Великій Британії та Бельгії, згодом у Пруссії. Наприкінці року їде до Італії, де бере участь у бойових діях австро-італо-французької війни як спостерігач при штабі Сардинської армії. Після закордонного відрядження почав служити в Генеральному штабі. 
З 1860 року викладає в Академії Генерального штабу на посаді ад'юнкт-професора і в званні капітана, 1863 року став професором тактики в академії. Займаючись педагогічною і науковою діяльністю, він водночас виконує обов’язки начальника штабу 2-ї гвардійської кавалерійської дивізії. 
У ході австро-прусської війни 1866 був представником Росії при прусській військовій ставці. Підсумком вражень і набутого досвіду стала його науково-публіцистична праця «Очерки австро-прусской войны в 1866г.». Дуже гострою була його реакція на «Проект про переформовування армії» Льва Толстого. У відповідь Драгомиров здійснив фаховий аналіз роману «Війна і мир» з військової точки зору і зауважив чимало недоречностей у висвітленні перебігу воєнних дій. Він доходить висновку: військові фахівці не знайдуть у романі нічого, «крім того, що військового мистецтва немає, що підвезти вчасно провіант і веліти йти тому направо, тому наліво– справа не хитра і що бути головнокомандувачем можна нічого не знаючи і нічому не навчившись». Напружені взаємини між генералом і письменником, які супроводжувалися листуванням, тягнулися роками і викликали неабиякий інтерес суспільства. Зрештою вони стали відвертими ворогами після того, як Толстой дав негативну оцінку «Солдатській пам’ятці» генерала М.Драгомирова. Про фахові знання з історії мистецтва свідчить стаття Драгомирова для художнього альбому «Великі маневри російської армії». Сам Драгомиров був прихильником проєкту реформ, розробленого Дмитром Мілютіним. У першій половині 1860-х років Драгомиров активно публікувався у військовій періодиці — «Військовому збірнику», «Інженерному журналі», «Збройовому збірнику», «Артилерійському журналі».
У 1868 році він отримує звання генерал-майора. Водночас М.Драгомиров читав курс тактики й військової історії цесаревичу Миколі Олександровичу, а з 1866 до 1868 року викладав ці самі предмети великим князям Олександру Олександровичу і Володимиру Олександровичу. 1869 році М.Драгомиров був призначений начальником штабу Київського військового округу. 
З 1873 року командував 14-тою піхотною дивізією в Одеському військовому окрузі, на той час була однією із самих відстаючих за показниками бойової підготовки. Вже у 1875 році з'єднання М. Драгомирова було одним із самих боєздатних.

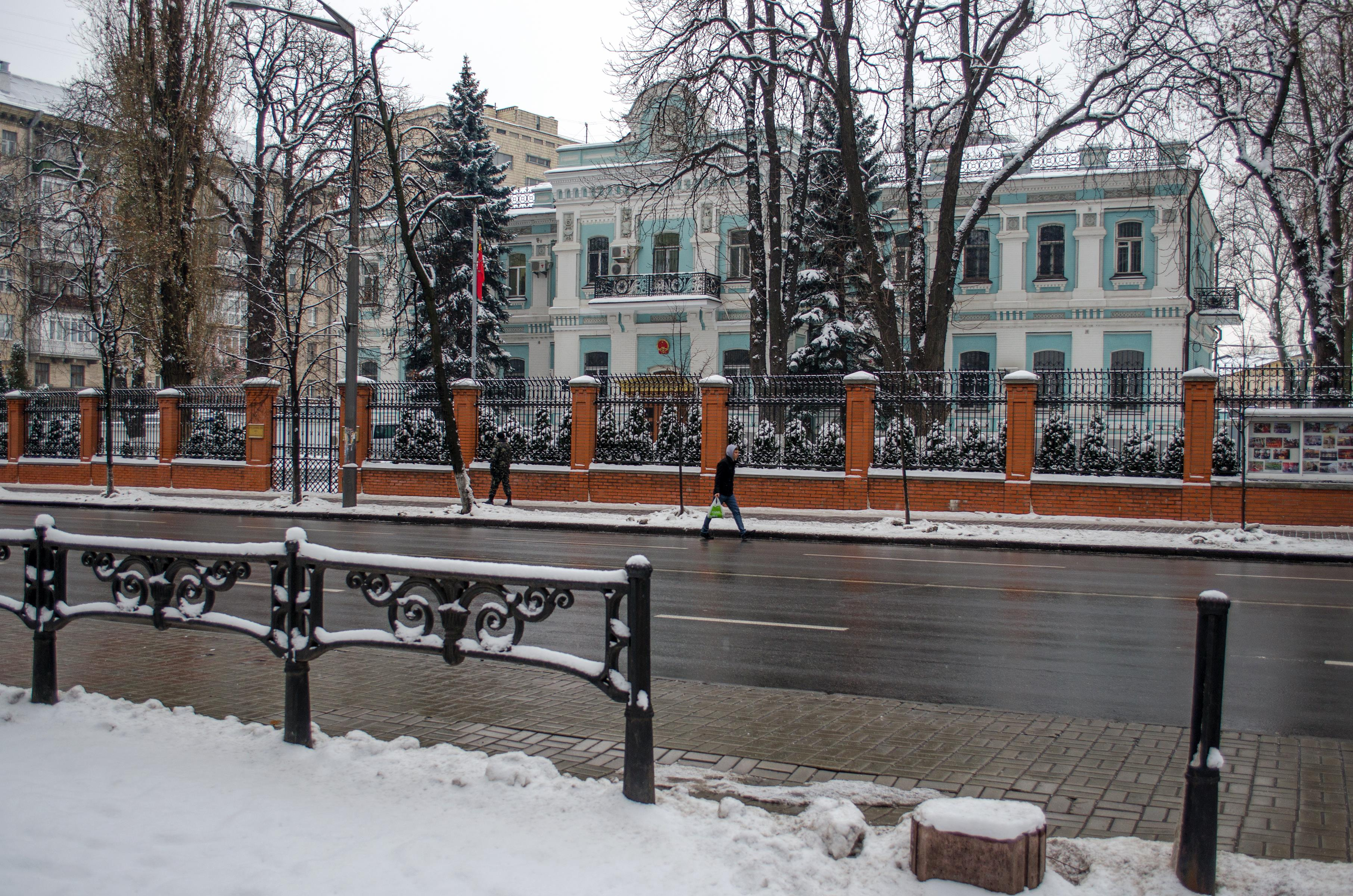
Посольство Китаю в Україні. Будинок збудований архітектором В. Ніколаєвим для родини М.Драгомирова.

У російсько-турецьку війну 1877—1878 14-ю піхотна дивізія М. Драгомирова на початку серпня 1877 першою переправилася через Дунай біля міста Систова під вогнем турків. За блискучі дії при переправі нагороджений орденом святого Георгія 3-го ступеня і отримав звання генерал-лейтенанта. Тоді ж, 12 серпня 1877, під час оборони Шипки, був небезпечно поранений в ногу і змушений залишити діючу армію.
1 квітня 1878 року призначений начальником Миколаївської академії генерального штабу з присвоєнням звання генерал-ад'ютанта. У 1879 видав свою головну працю «Учебник тактики». Відомий як затятий противник швидкострільної зброї та військових ігор, які при ньому практично повністю зникли з навчального курсу Академії. Він стає засновником військової психології і вводить у воєнну науку психологічну категорію «пружності»– як головної якості, необхідної солдатові для перемоги.
З 13 серпня 1889 — командувач військами Київського військового округу. Драгомиров був одним з перших, хто почав створювати військовий повітряний флот і усвідомлював його роль у майбутньому. За вказівкою М.Драгомирова вся документація Київського військового округу перебувала під його особистим жорстким контролем. Накази Драгомирова друкувалися після оглядів військ і містили аналіз недоліків і підсумки. Ця робота велася дуже ретельно, що сприяло створенню військового архіву і наведенню порядку у військових справах округу. Цікаво, що європейські країни використали цей досвід для поліпшення організаційної роботи в своїх арміях. М.Драгомиров першим запроваджує використання українських пісень у військах округу, які до того суворо заборонялися.
У 1891 році на межі Липок і Печерська архітектором В. Ніколаєвим було споруджено двоповерховий особняк для родини М. І. Драгомирова.

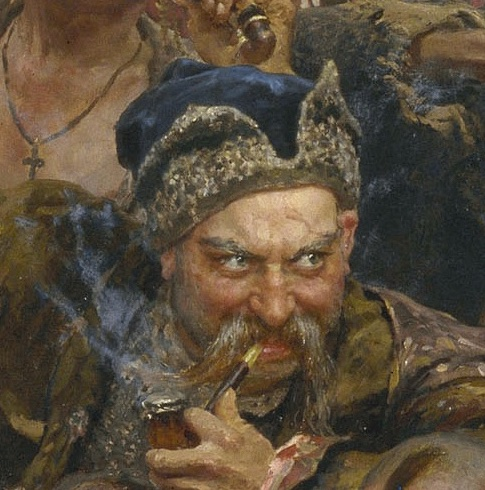
М.Драгомиров в образі отамана Івана Сірка на картині І.Рєпіна «Запорожці пишуть листа турецькому султанові»

1 січня 1898 залишаючись командуючим військами Київського військового округу, призначається на посади Київського, Волинського та Подільського генерал-губернатора. М.І. Драгомиров розпочав негайне вивчення і вирішення селянського питання, зокрема стосовно проблеми неврегульованості прав на власність у складних сім’ях, реорганізації селянського самоуправління. 
Після особистого втручання генерал-губернатора 1898 року Міністерство внутрішніх справ дало згоду на збільшення напруги змінного струму і розширення мережі освітлення міста Києва. Під його керівництвом проклали справжній бульвар у Липках, було завершено спорудження Будинку народної освіти і Політехнічного музею. Київський костьол Святого Миколи було споруджено за активної підтримки М.Драгомирова. Все це сприяло його високому авторитету не тільки серед військових, але й цивільних осіб. 
Опікувався М.І. Драгомиров і проблемами мирових посередників, виступивши із пропозицією збільшити чисельність останніх і точніше визначити їх адміністративні права. М.І. Драгомиров звернувся до імператора Миколи ІІ з проханням якнайскоріше розверстати поміщицькі угіддя (ліси, луки, озера) і ліквідувати сервітутне право як таке, що не відповідає умовам часу. Також виступав за викуп міст і містечок, які перебували у приватному володінні, яких було 330, зокрема Бердичів і Липовець на Київщині, Старокостянтинів, Острог, Заслав, Дубно, Рівне на Волині, Ямпіль на Поділлі. Драгомиров пропонував викупити хоча би 12 основних міст. 
Відокремлення поліцейських функцій від громадських у діяльності волосних старшин і сільських старост та введення найманих посад у поліції, на яких наполягав М.І. Драгомиров, були покладені в основу реформи поліції, розпочатої урядом у 1900 році. 
З метою організації необхідних заходів щодо боротьби з епідеміями, у 1900 р. М.І. Драгомиров скликав нараду медичних інспекторів ПівденноЗахідного краю, яка ухвалила постанову про видання масовим накладом популярних медичних брошур і поширення їх серед жителів краю. Окремо довелось клопотатися про дозвіл цензури надрукувати видання українською мовою, оскільки законом 1876 року це було заборонено. Завдяки особистому втручанню М.І. Драгомирова такий дозвіл – як «изъятие из закона» – було отримано.  
М.І. Драгомиров звернувся до Миколи ІІ з клопотанням про перегляд тимчасових положень 1882 року про заборону євреям проживати у селах Південно-Західного краю, купувати і орендувати землю. Зокрема, генерал-губернатор наполягав на внесенні у ці положення змін і доповнень, які заборонили б не лише документальні, а й словесні угоди про оренду, а також не лише постійне, а й тимчасове проживання євреїв у селах.
У 1901 нагороджено найвищим російським орденом Святого апостола Андрія Первозванного. Останні роки він присвячує науково-публіцистичній діяльності, підтримує давні зв’язки з літераторами та художниками. Він залишив нащадкам десятки книг (у тому числі підручників), брошур, понад сотню інших наукових публікацій. Багато його праць було перекладено іноземними мовами
Влітку 1903 року він подав клопотання про відставку і 10 вересня того ж року, склавши повноваження начальника Південно-Західного краю і командуючого військами Київського військового округу, був призначений членом Державної ради. У жовтні переїхав до Конотопа, оселившись в будинку по вулиці, що нині носить його ім'я.
У 1905 відхилив пропозицію зайняти пост головнокомандувача російської армії на Далекому Сході під час російсько-японської війни.

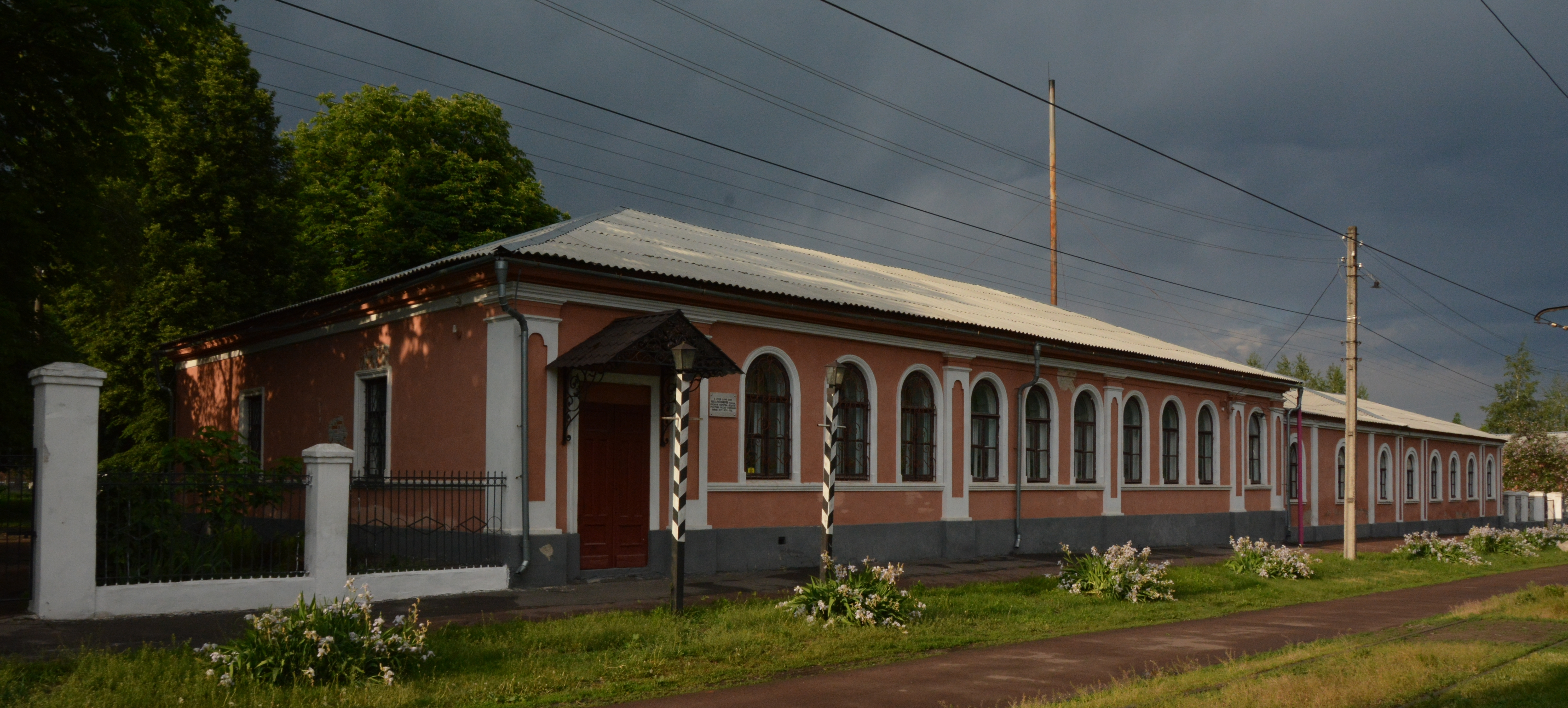
В м. Конотоп музей-садиба генерала М. І. Драгомирова

Помер вночі 15 жовтня 1905. Звістка про смерть швидко розповсюдилася по містах Росії та далі за кордон. 17 жовтня 1905 відбулося винесення тіла генерала з будинку до парафіяльної Вознесенської церкви. 

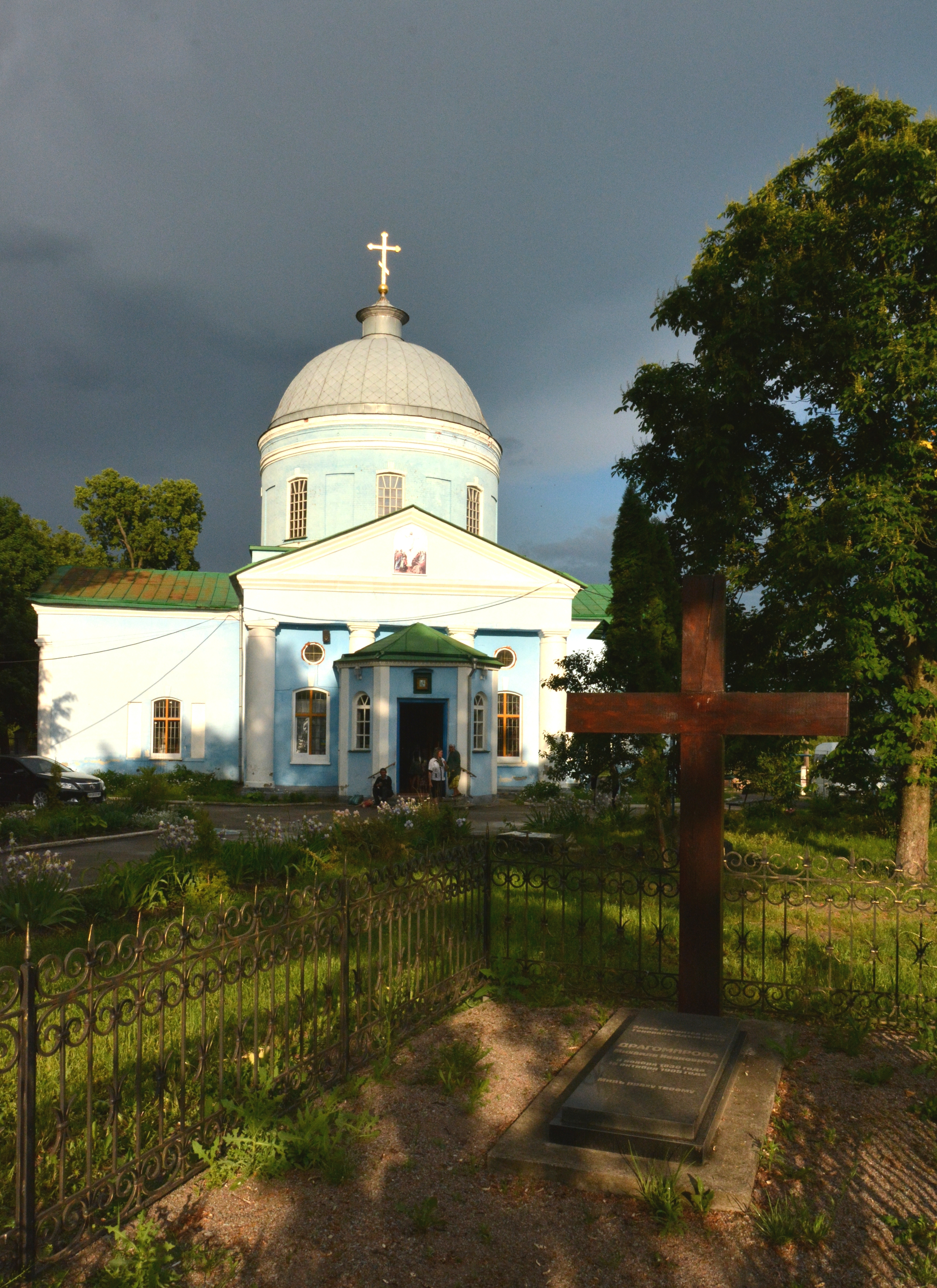
Могила Драгомирова М.І.

Скорботну процесію, що повільно рухалася, супроводжувало багато людей, що запрудили конотопські вулиці. Наступного дня (18 жовтня) відбулися похорони. На могилі, над склепом, встановлено великого дубового хреста з нішею, де були прилаштовані ікона св. Михайла та лампадка, а місце поховання огородили металевою огорожею. Після жовтневого перевороту 1917 могилу зруйновано. Завдяки піклуванню громадськості міста було встановлено надмогильну плиту та огорожу над могилою, але не на місці родового склепу Драгомирових, а трохи навіддаль.

## Погляди
Приятелював зі славетним художником Іллею Рєпіним, і став прообразом кошового отамана Івана Сірка відомої картини «Запорожці». В Одесі М.Драгомиров встановив дружні контакти з видатним діячем українського театру М.Кропивницьким та професором місцевого університету, видатним біологом І.Мечніковим. Під час перебування із сім’єю у Кишиневі (за місцем розташування штабу дивізії) генерал знайомиться з письменником І.Нечуєм-Левицьким. У Миколаєві, де дислокувався ще один полк дивізії, генерал познайомився з двадцятирічним Миколою Аркасом, сином адмірала, командувача Чорноморським флотом, студентом Одеського університету, майбутнім автором опери «Катерина» та відомої праці «Історія України-Руси». Давнім другом М.Драгомирова був професор Київського університету Св. Володимира, відомий історик В.Антонович. Гарні стосунки були у М.Драгомирова з професором Харківського університету, відомим знавцем історії Слобожанщини, фахівцем у галузі архівної справи, історіографії та джерелознавства, археології Дмитром Багалієм. Відомо, що їх поєднувала не лише любов до історії, а й тісні дружні стосунки. М.Драгомиров був хресним батьком однієї з доньок Д.Багалія.
Як генерал-губернатор підтримував українську мову та діяльність українського театру та української громадської організації «Просвіта» у Києві. М.Драгомиров весь час на своїй посаді допомагав оминати цензурні перешкоди для українського театру та для українських книжок. Він сприяв появі вистав «Крути та не перекручуй» і «За двома зайцями» М.Старицького, «Безталанна» І.Карпенка-Карого, «По ревізії», «Дай серцеві волю, заведе в неволю» М.Кропивницького, «Наталка-Полтавка» І.Котляревського, «Богдан Хмельницький» М.Садовського.
Драгомиров активно сприяв появі в Києві Музею старовини і мистецтв. 1898 року Драгомиров підтримав клопотання композитора М.Лисенка перед владою про відкриття музично-драматичної школи у Києві. Міністерство внутрішніх справ у Санкт-Петербурзі затвердило статут цієї школи. Однак через брак коштів відкриття Музично-драматичної школи М.Лисенка відбулося у 1904 р. За сприяння М.Драгомирова у 1899 р. відкрилася українська книгарня, де друкувався журнал «Киевская старина», який став осередком українського просвітницького руху.
Навчав майбутнього російського імператора Миколу II тактики й охарактеризував свого учня наступним чином: «Сидеть на престоле — годен, но стоять во главе России — неспособен»..

## Дотепи
М.Драгомиров був дуже популярною особистістю, про якого існувало чимало незлостивих анекдотів і жартів. В своїй праці «Пятьдесят лет в строю» О.Ігнатьєв описує один з таких кумедних епізодів. 30 серпня М.Драгомиров забув привітати з днем народження імператора Олександра III. Згадавши про це, він 3 вересня терміново надіслав царю телеграму– «Третій день п’ємо здоров’я Вашої Величності». На що цар, як відомо, й сам мастак випити, відповів не менш дотепно: «Пора б і припинити. Олександр». 
У Київському інституті шляхетних дівчат, де вони виховувалися у дусі любові до навчання, праці та інших доброчесностей, М.Драгомиров видав наказ: «Інституткам вітати його не поклонами і реверансами, а зупинившись, по-військовому зробити фронт і посміхаючись проводжати очима». При цьому сам губернатор відповідав дівчатам відданням військової честі. 

## Родина
Дружина - Софія Абрамівна Григорович (1845-1912), донька лікаря Миколаївського інженерного училища Абрама Платоновича Григоровича (1808—1872) від шлюбу з Олександрою Андріївною Окуневою (1825—1866). У 1898 році за заслуги чоловіка була пожалувана в кавалерственні дами ордена Св. Катерини (меншого хреста). Захоплювалася кулінарією, автор популярної свого часу книги «На допомогу господаркам. Рецепти різних страв та заготовок» (Київ, 1903). Похована разом із чоловіком у Конотопі на цвинтарі Вознесенської церкви. У шлюбі мала дітей:
Михайло (1865-1911).

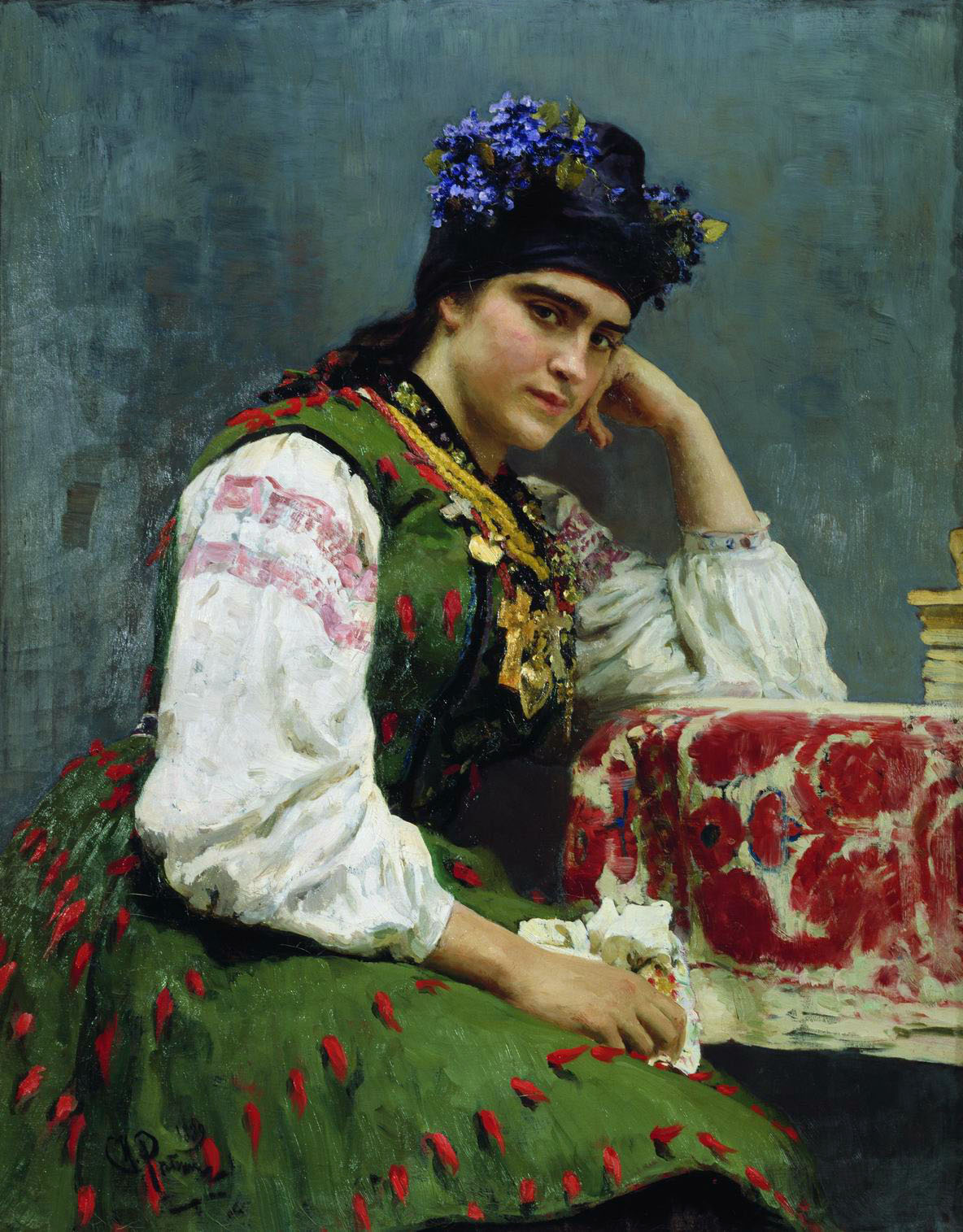
Донька Софія Михайлівна на портреті І.Рєпіна (1890).

Володимир (1867-1928), генерал-лейтенант.
Абрам (1868-1955), генерал від кавалерії.
Іван (1870-1888), застрелився. За словами Рєпіна, «він був закоханий у молоду дівчину, і вони вигадали сповідатися у гріхах один перед одним. Він знайшов себе таким грішником, недостойним її, що себе вбив». Дівчиною цією була Олександра Михайлівна Домонтович, майбутня Коллонтай.
Софія (1871-1953), з 1902 року дружина генерал-лейтенанта Лукомського Олександра Сергійовича (відомі її портрети, виконані Рєпіним, Сєровим та 
Серебряковою).
Олександр (1872-?).
Андрій (1876-?).
Катерина (1876—1926), одружена з графом Гейденом Дмитром Федоровичем (1862—1926).
Олександр (1878-1926) - полковник, учасник білого руху. Одружений на Наталі Романенко, онуки Олександра Дрентельна, генерал-губернатора Південно-Західного краю

## Нагороди
Нагороди Російської імперії:
- Орден Святої Анни 3-й ст. (1859);

Погруддя Михайла Драгомирова, Конотоп

- Орден Святого Станіслава 3-й ст. (1862);
- Орден Святої Анни 2-й ст. (1865);
- Орден Святого Володимира 4-й ст. (1862);
- Орден Святого Володимира 3-й ст. (1869);
- Орден Святого Станіслава 1-й ст. (1871);
- Орден Святого Георгія 3 ст. (1877);
- Орден Святого Володимира 2-й ст. (1880);
- Орден Білого Орла (1886);
- Орден Святого Олександра Невського (1889);
- Алмазні знаки до ордену Святого Олександра Невського (1894);
- Орден Святого Володимира 1-й ст. (1896);
- Орден Святого апостола Андрія Первозванного (1902).

Нагороди іноземних держав:
- Орден Святих Маврикія та Лазаря 4-й ст. (Італія) (1860);
- Орден Корони 2-й ст. (Пруссія) (1866);
- Чорногорська медаль Милана Обреновича під назвою «Пам'ятний знак війни 1876—1877–1878 років» (Сербія) (1878);
- Орден Таковського хреста 1-й ст. (Сербія) (1879);
- Орден «Святий Олександр» 1-й ст. (Болгарія) (1883);
- Великий офіцерський хрест ордена Почесного легіону (Франція) (1884);
- Знак Пальм і присвоєння звання «Officier de l'Instuction publique» (Франція) (1889);
- Орден Корони Італії Великий хрест (1891);
- Бухарський орден Зірки, що сходить (1893);
- Великий хрест ордена Почесного легіону (1896);
- Бухарський орден Корони з діамантами (1897);
- Бухарський орден «Іскандер-Саліс» (1898);
- Орден меча 3-й ст. (командорський хрест) (Швеція) (1898);
- Румунський орден Короля Звонимира Великий хрест (1899);
- Medaille militaire (Франція) (1900).

## Пам'ять
У його рідному Конотопі на вулиці Драгомирова встановлено пам'ятник-погруддя генералові (1982) і відкрито музей-садибу — філію краєзнавчого музею (2007). 
В Києві вулицю Михайла Драгомирова 20 червня 2023 року Київська міська рада перейменувала на честь військовослужбовця, Героя України Андрія Верхогляда.
Драгомирово (на честь Михайла Драгомирова) — це назва 2-х сіл у Болгарії — у Великотирновській і Пернікській областях.